# Apollo 9
L'Apollo 9 va ser el novè vol del programa Apollo, llançat el 3 de març de 1969. Seria l'encarregat de provar el mòdul lunar. Va ser la tercera missió tripulada del programa Apollo. L'equip estava format per en James A. McDivitt (comandant), David R. Scott i Russell L. Schweickart, els quals van utilitzar l'habitacle que hauria de dipositar als astronautes a la superfície de la Lluna.
Schweickart va efectuar una sortida a l'espai de 37 minuts de durada, destinada a provar el vestit espacial que hauria de ser utilitzat en el descens a la Lluna i valorat en 100.000 dòlars (de l'època) cadascun.
Aquests equips autònoms, capaços de resistir temperatures de l'ordre de menys 150 °C a més 130 °C, devien a més protegir els astronautes de l'impacte de micrometeorits (amb velocitats properes als 100.000 km/h), garantir les comunicacions i subministrar suport vital durant tres hores. Es va realitzar així mateix un acoblament perfecte amb el mòdul lunar "Spider" que es va anar allunyant del mòdul de comandament denominat "Gumdrop", fins a una distància de 160 km.
El vol va amarar el dia 13 de març després d'orbitar 151 vegades el nostre planeta i després de 241 hores de vol.